# Godié (Peuple)
Les Godié sont une ethnie qui fait partie des Krou vivant au sud-ouest de la Côte d'Ivoire, pays d'Afrique de l'ouest. 

## Origine
Le nom Godié vient de «Gwè-djié» qui signifie «chimpanzé panthère». C'est un surnom  donné par  leur voisin, le peuple Neyo, pour décrire leur tempérament de guerrier, belliqueux.
Les Godié sont établis dans les environs de Sassandra, de Fresco notamment dans le village de Gbagbam et les villages de l'axe Sassandra Gagnoa à savoir  Kokolopozo, Dakpadou, Beyo, Niapidou,  Sago,etc. et ceux de l'axe Sassandra-Lakota, sans oublier ceux du département de Guéyo.
Ils sont du peuple Krou Côte d'Ivoire et proches des Dida, des Bété, des  Wê et des  Néyo.

## Langue
Leur langue est le Godié, une variété de la  langue krou.

## Culture
La tradition Godié s'exprime à travers des chants et des danses traditionnels qui attirent beaucoup de spectateurs, le festival Pôpaix, des danses telles que l’Abi Ayara de Dadjeré, l’Alloukou, le Sakékowê (danse du Grélot) et la danse Tosi des femmes du village Guédikpô.